# Babilon Berlin
Babilon Berlin (oryg. Babylon Berlin) – niemiecki serial kryminalny, emitowany od 13 października 2017 roku na kanale Sky 1. Zdjęcia kręcono w Berlinie.
Od 2018 serial emitowano również w innych stacjach telewizyjnych, jak np. Das Erste, w Szwajcarii na SRF zwei, w Austrii na ORF eins. Serial udostępniono także do bezpłatnego odtwarzania przez Internet w zasobach ARD Mediathek. Babilon Berlin został sprzedany do ponad 90 krajów. Prawa do emisji w USA wykupił Netflix.

## Fabuła
Akcja toczy się w 1929 roku. Koloński policjant Gereon Rath przenosi się do Berlina w celu realizacji zadania zleconego mu przez ojca. Gereon Rath rozpoczyna pracę w wydziale obyczajowym tropiąc wytwórców filmów pornograficznych. W tym czasie z sowieckiej Rosji wjeżdża do Niemiec pociąg towarowy z tajemniczym ładunkiem.

## Obsada
- Volker Bruch jako Gereon Rath
- Liv Lisa Fries jako Charlotte Ritter
- Peter Kurth jako Bruno Wolter
- Matthias Brandt jako August Benda
- Leonie Benesch jako Greta Overbeck
- Severija Janušauskaitė jako Svetlana Sorokina
- Lars Eidinger jako Alfred Nyssen
- Mišel Matičević jako Ormianin
- Ernst Stötzner jako gen. Seegers
- Anton von Lucke jako Stephan Jänicke
- Iwan Szwiedow jako Aleksiej Kardakow[2]

## Wyróżnienia

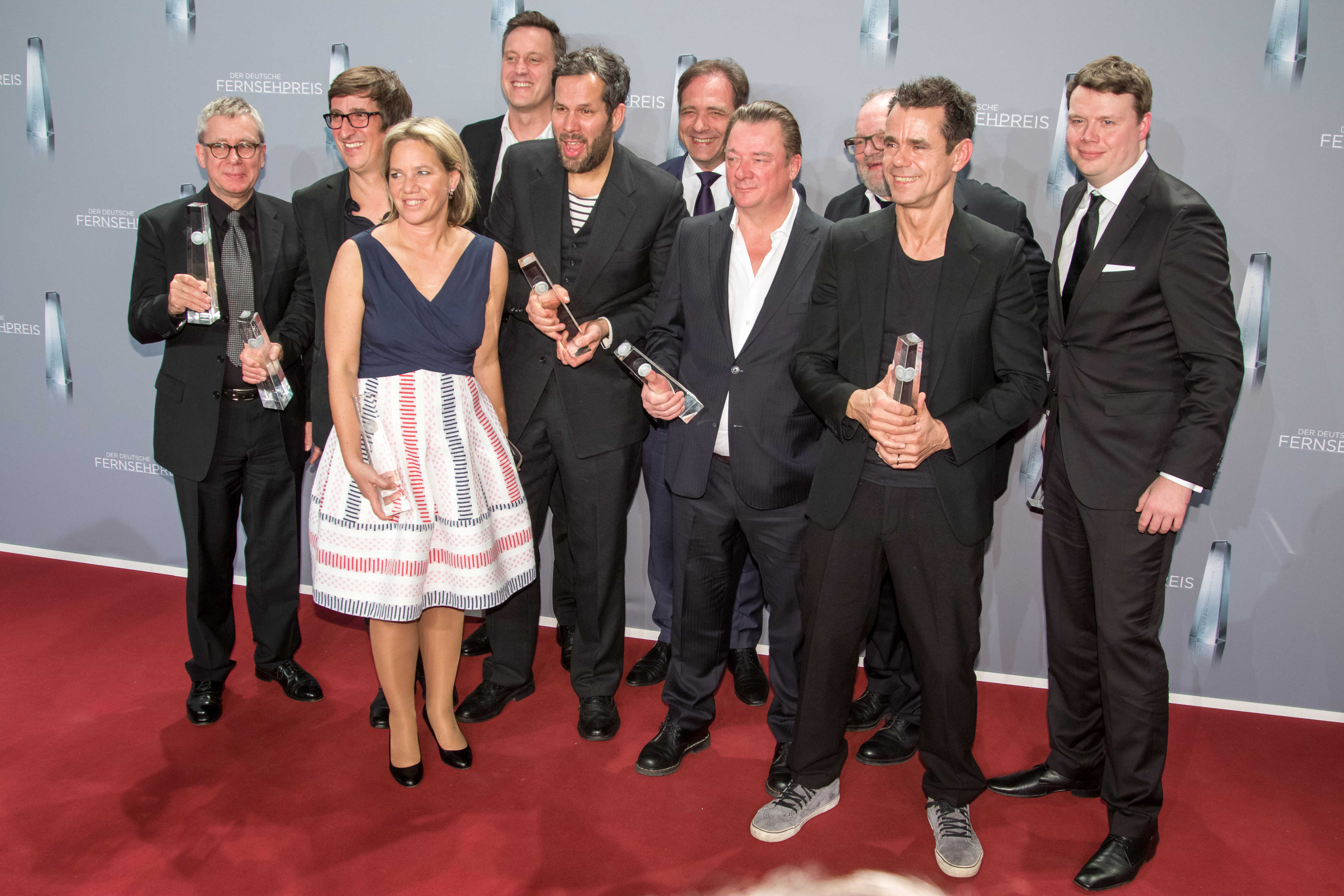
Aktorzy serialu na gali rozdania nagród Deutscher Fernsehpreis w 2018 roku

W 2018 roku serial został wyróżniony Niemiecką Nagrodą Telewizyjną (Deutscher Fernsehpreis) w czterech kategoriach.